# ککن-واسیلیفکا
ککن-واسیلیفکا (انگلیسی: Keken-Vasilyevka) یک شهرک در شهرستان میاکینسکی استان باشقیرستان کشور روسیه است.